# Gran Premi d'Estíria del 2020
El Gran Premi d'Estíria del 2020 (oficialment anomenat Formula 1 Pirelli Großer Preis der Steiermark 2020) va ser la segona prova de la temporada 2020 de Fórmula 1. Va tenir lloc al Circuit Red Bull Ring, a Spielberg, Àustria, del 10 al 12 de juliol del 2020.

## Resultats

### Qualificació
| Pos.                     | No. | Pilot              | Constructor               | Temps    | Temps    | Temps    | Graella |
| Pos.                     | No. | Pilot              | Constructor               | Q1       | Q2       | Q3       | Graella |
| ------------------------ | --- | ------------------ | ------------------------- | -------- | -------- | -------- | ------- |
| 1                        | 44  | Lewis Hamilton     | Mercedes                  | 1:18.188 | 1:17.825 | 1:19.273 | 1       |
| 2                        | 33  | Max Verstappen     | Red Bull Racing-Honda     | 1:18.297 | 1:17.938 | 1:20.489 | 2       |
| 3                        | 55  | Carlos Sainz       | McLaren-Renault           | 1:18.590 | 1:18.836 | 1:20.671 | 3       |
| 4                        | 77  | Valtteri Bottas    | Mercedes                  | 1:18.791 | 1:18.657 | 1:20.701 | 4       |
| 5                        | 31  | Esteban Ocon       | Renault                   | 1:19.687 | 1:18.764 | 1:20.922 | 5       |
| 6                        | 4   | Lando Norris       | McLaren-Renault           | 1:18.504 | 1:18.448 | 1:20.925 | 91      |
| 7                        | 23  | Alexander Albon    | Red Bull Racing-Honda     | 1:20.882 | 1:19.014 | 1:21.011 | 6       |
| 8                        | 10  | Pierre Gasly       | AlphaTauri-Honda          | 1:20.192 | 1:18.744 | 1:21.028 | 7       |
| 9                        | 3   | Daniel Ricciardo   | Renault                   | 1:19.662 | 1:19.229 | 1:21.192 | 8       |
| 10                       | 5   | Sebastian Vettel   | Ferrari                   | 1:20.243 | 1:19.545 | 1:21.651 | 10      |
| 11                       | 16  | Charles Leclerc    | Ferrari                   | 1:20.871 | 1:19.628 | N/A      | 142     |
| 12                       | 63  | George Russell     | Williams-Mercedes         | 1:20.382 | 1:19.636 | N/A      | 11      |
| 13                       | 18  | Lance Stroll       | Racing Point-BWT Mercedes | 1:19.697 | 1:19.645 | N/A      | 12      |
| 14                       | 26  | Daniil Kvyat       | AlphaTauri-Honda          | 1:19.824 | 1:19.717 | N/A      | 13      |
| 15                       | 20  | Kevin Magnussen    | Haas-Ferrari              | 1:21.140 | 1:20.211 | N/A      | 15      |
| 16                       | 7   | Kimi Räikkönen     | Alfa Romeo Racing-Ferrari | 1:21.372 | N/A      | N/A      | 16      |
| 17                       | 11  | Sergio Pérez       | Racing Point-BWT Mercedes | 1:21.607 | N/A      | N/A      | 17      |
| 18                       | 6   | Nicholas Latifi    | Williams-Mercedes         | 1:21.759 | N/A      | N/A      | 18      |
| 19                       | 99  | Antonio Giovinazzi | Alfa Romeo Racing-Ferrari | 1:21.831 | N/A      | N/A      | 193     |
| 20                       | 8   | Romain Grosjean    | Haas-Ferrari              | –        | N/A      | N/A      | PL4     |
| Temps del 107%: 1:23.661 |     |                    |                           |          |          |          |         |
| Font:                    |     |                    |                           |          |          |          |         |

Notes
- ^1  – Lando Norris va rebre una penalizació de tres llocs a la graella per avançar sota bandera groga durant la primera sessió de pràctica.
- ^2  – Charles Leclerc va rebre una penalizació de tres llocs a la graella per obstaculitzar a Daniil Kvyat durant la qualificació.
- ^3  – Antonio Giovinazzi va rebre una penalizació de cinc llocs a la graella per una modificació a la caixa de canvis no programada.
- ^4  – Romain Grosjean va ser exigit que comencés des del pit lane després que el seu equip trenqués les regulacions del parc tancat.

### Cursa
| Pos.                                                               | No. | Pilot              | Constructor               | Voltes | Temps       | Graella | Punts |
| ------------------------------------------------------------------ | --- | ------------------ | ------------------------- | ------ | ----------- | ------- | ----- |
| 1                                                                  | 44  | Lewis Hamilton     | Mercedes                  | 71     | 1:22:50.683 | 1       | 25    |
| 2                                                                  | 77  | Valtteri Bottas    | Mercedes                  | 71     | +13.719     | 4       | 18    |
| 3                                                                  | 33  | Max Verstappen     | Red Bull Racing-Honda     | 71     | +33.698     | 2       | 15    |
| 4                                                                  | 23  | Alexander Albon    | Red Bull Racing-Honda     | 71     | +44.400     | 6       | 12    |
| 5                                                                  | 4   | Lando Norris       | McLaren-Renault           | 71     | +1:01.470   | 9       | 10    |
| 62                                                                 | 11  | Sergio Pérez       | Racing Point-BWT Mercedes | 71     | +1:02.387   | 17      | 8     |
| 72                                                                 | 18  | Lance Stroll       | Racing Point-BWT Mercedes | 71     | +1:02.453   | 12      | 6     |
| 8                                                                  | 3   | Daniel Ricciardo   | Renault                   | 71     | +1:02.591   | 8       | 4     |
| 9                                                                  | 55  | Carlos Sainz       | McLaren-Renault           | 70     | +1 volta    | 3       | 31    |
| 10                                                                 | 26  | Daniil Kvyat       | AlphaTauri-Honda          | 70     | +1 volta    | 13      | 1     |
| 11                                                                 | 7   | Kimi Räikkönen     | Alfa Romeo Racing-Ferrari | 70     | +1 volta    | 16      |       |
| 12                                                                 | 20  | Kevin Magnussen    | Haas-Ferrari              | 70     | +1 volta    | 15      |       |
| 13                                                                 | 8   | Romain Grosjean    | Haas-Ferrari              | 70     | +1 volta    | PL      |       |
| 14                                                                 | 99  | Antonio Giovinazzi | Alfa Romeo Racing-Ferrari | 70     | +1 volta    | 19      |       |
| 15                                                                 | 10  | Pierre Gasly       | AlphaTauri-Honda          | 70     | +1 volta    | 7       |       |
| 16                                                                 | 63  | George Russell     | Williams-Mercedes         | 69     | +2 voltes   | 11      |       |
| 17                                                                 | 6   | Nicholas Latifi    | Williams-Mercedes         | 69     | +2 voltes   | 18      |       |
| –                                                                  | 31  | Esteban Ocon       | Renault                   | 25     | –           | 5       |       |
| –                                                                  | 16  | Charles Leclerc    | Ferrari                   | 4      | –           | 14      |       |
| –                                                                  | 5   | Sebastian Vettel   | Ferrari                   | 1      | –           | 10      |       |
| Volta ràpida: Carlos Sainz (McLaren-Renault) – 1:05.619 (volta 68) |     |                    |                           |        |             |         |       |
| Font:                                                              |     |                    |                           |        |             |         |       |

Notes
- ^1  – Inclou un punt per la volta ràpida.
- ^2  – La classificació de Sergio Pérez i Lance Stroll és provisional, subjecte al resultat de qualsevol decisió sobre una protesta per la seva legalitat per part de Renault.

## Classificació del campionat després de la cursa
| Pos.  | Pilot           | Punts |
| ----- | --------------- | ----- |
| 1     | Valtteri Bottas | 43    |
| 2     | Lewis Hamilton  | 37    |
| 3     | Lando Norris    | 26    |
| 4     | Charles Leclerc | 18    |
| 5     | Sergio Pérez    | 16    |
| Font: |                 |       |

| Pos.  | Constructor               | Punts |
| ----- | ------------------------- | ----- |
| 1     | Mercedes                  | 80    |
| 2     | McLaren-Renault           | 39    |
| 3     | Red Bull Racing-Honda     | 27    |
| 4     | Racing Point-BWT Mercedes | 22    |
| 5     | Ferrari                   | 19    |
| Font: |                           |       |

- Nota: Només s'inclouen les cinc primeres posicions en les dues classificacions.